# لويس رانكين
لويس رانكين (بالإنجليزية: Louis Rankin)‏ هو لاعب كرة قدم أمريكية أمريكي، ولد في 4 مايو 1985 في ستوكتون في الولايات المتحدة.

## وصلات خارجية
- لويس رانكين على موقع مرجع كرة القدم المحترفة.كوم (الإنجليزية)
- لويس رانكين على موقع JustSportsStats.com (الإنجليزية)